# Tajlandia na Letnich Igrzyskach Olimpijskich 2000
Tajlandię na Letnich Igrzyskach Olimpijskich 2000 reprezentowało 52 zawodników, 34 mężczyzn i 18 kobiet.

## Zdobyte medale
| Medal | Zawodnik            | Dyscyplina           | Konkurencja                  |
| ----- | ------------------- | -------------------- | ---------------------------- |
| Złoto | Wijan Ponlid        | Boks                 | Waga musza (do 51 kg)        |
| Brąz  | Pornchai Thongburan | Boks                 | Waga lekkośrednia (do 71 kg) |
| Brąz  | Khassaraporn Suta   | Podnoszenie ciężarów | Kategoria do 58 kg kobiet.   |